# Fourth Division 1972-1973
La Fourth Division 1972-1973 è stato il 15º campionato inglese di calcio di quarta divisione. Ad aggiudicarsi la vittoria è stato il Southport, che grazie al suo primo titolo di quarta divisione, ha fatto ritorno dopo quattro anni nella categoria superiore. Le altre promozioni in Third Division sono state invece conseguite dalla matricola Hereford United (2º classificata, al debutto nel calcio professionistico inglese), dal Cambridge United (3º classificato) e dall'Aldershot (quest'ultimo giunto al 4º posto, risale in terza divisione dopo sedici anni di assenza).
Capocannoniere del torneo è stato Fred Binney (Exeter City) con 27 reti.

## Stagione

### Novità
Al termine della stagione precedente insieme ai campioni di lega del Grimsby Town, salirono in Third Division anche: il Southend United (2º classificato), il Brentford (3º classificato) e lo Scunthorpe United (4º classificato).
Queste squadre furono rimpiazzate dalla quattro retrocesse provenienti dalla divisione superiore: Mansfield Town (sceso dopo dieci anni nel quarto livello del calcio inglese), Barnsley, Torquay United e Bradford City.
In fondo alla classifica, tre delle ultime quattro (Northampton Town, Stockport County e Crewe Alexandra) furono rielette in Football League. Unico escluso: il Barrow, che alla seconda votazione, perse il posto in favore dell'Hereford United, club proveniente della Southern League. Nella tabella sottostante è riportato l'esito del processo eletivo per l'ammissione al campionato.
| Club                 | Lega                    | Voti                                | Verdetto     |
| -------------------- | ----------------------- | ----------------------------------- | ------------ |
| Northampton Town     | Fourth Division         | 49                                  | Rieletto     |
| Crewe Alexandra      | Fourth Division         | 46                                  | Rieletto     |
| Stockport County     | Fourth Division         | 46                                  | Rieletto     |
| Hereford United      | Southern League         | 26 (1º scrutinio) 29 (2º scrutinio) | Eletto       |
| Barrow               | Fourth Division         | 26 (1º scrutinio) 20 (2º scrutinio) | Non rieletto |
| Bradford Park Avenue | Northern Premier League | 1                                   | Non eletto   |
| Cambridge City       | Southern League         | 1                                   | Non eletto   |
| Wimbledon FC         | Southern League         | 1                                   | Non eletto   |
| Bangor City          | Northern Premier League | 0                                   | Non eletto   |
| Bedford Town         | Southern League         | 0                                   | Non eletto   |
| Boston United        | Northern Premier League | 0                                   | Non eletto   |
| Hillingdon Borough   | Southern League         | 0                                   | Non eletto   |
| Romford              | Southern League         | 0                                   | Non eletto   |
| Telford United       | Southern League         | 0                                   | Non eletto   |
| Wigan Athletic       | Northern Premier League | 0                                   | Non eletto   |
| Yeovil Town          | Southern League         | 0                                   | Non eletto   |

### Formula
Le prime quattro classificate venivano promosse in Third Division, mentre le ultime quattro erano sottoposte al processo di rielezione.

## Squadre partecipanti
| Squadra             | Città        | Stadio              | Stagione precedente                                  |
| ------------------- | ------------ | ------------------- | ---------------------------------------------------- |
| Aldershot           | Aldershot    | Recreation Ground   | 17º posto in Fourth Division                         |
| Barnsley            | Barnsley     | Oakwell             | 22º posto in Third Division, retrocesso              |
| Bradford City       | Bradford     | Valley Parade       | 24º posto in Third Division, retrocesso              |
| Bury                | Bury         | Gigg Lane           | 9º posto in Fourth Division                          |
| Cambridge United    | Cambridge    | Abbey Stadium       | 10º posto in Fourth Division                         |
| Chester             | Chester      | Sealand Road        | 20º posto in Fourth Division                         |
| Colchester United   | Colchester   | Layer Road          | 11º posto in Fourth Division                         |
| Crewe Alexandra     | Crewe        | Gresty Road         | 24º posto in Fourth Division, rieletto               |
| Darlington          | Darlington   | Feethams Ground     | 19º posto in Fourth Division                         |
| Doncaster Rovers    | Doncaster    | Belle Vue           | 12º posto in Fourth Division                         |
| Exeter City         | Exeter       | St James Park       | 15º posto in Fourth Division                         |
| Gillingham          | Gillingham   | Priestfield Stadium | 13º posto in Fourth Division                         |
| Hartlepool United   | Hartlepool   | Victoria Park       | 18º posto in Fourth Division                         |
| Hereford United     | Hereford     | Edgar Street        | 2º posto in Southern League Premier Division, eletto |
| Lincoln City        | Lincoln      | Sincil Bank         | 5º posto in Fourth Division                          |
| Mansfield Town      | Mansfield    | Field Mill          | 21º posto in Third Division, retrocesso              |
| Newport County      | Newport      | Somerton Park       | 14º posto in Fourth Division                         |
| Northampton Town    | Northampton  | County Ground       | 21º posto in Fourth Division, rieletto               |
| Peterborough United | Peterborough | London Road         | 8º posto in Fourth Division                          |
| Reading             | Reading      | Elm Park            | 16º posto in Fourth Division                         |
| Southport           | Southport    | Haigh Avenue        | 7º posto in Fourth Division                          |
| Stockport County    | Stockport    | Edgeley Park        | 23º posto in Fourth Division, rieletto               |
| Torquay United      | Torquay      | Plainmoor           | 23º posto in Third Division, retrocesso              |
| Workington          | Workington   | Borough Park        | 6º posto in Fourth Division                          |

## Classifica finale
|  | Pos. | Squadra          | Pt | G  | V  | N  | P  | GF | GS | QR    |
|  | ---- | ---------------- | -- | -- | -- | -- | -- | -- | -- | ----- |
|  | 1    | Southport        | 62 | 46 | 26 | 10 | 10 | 71 | 48 | 1.479 |
|  | 2    | Hereford Utd     | 58 | 46 | 23 | 12 | 11 | 56 | 38 | 1.474 |
|  | 3    | Cambridge Utd    | 57 | 46 | 20 | 17 | 9  | 67 | 57 | 1.175 |
|  | 4    | Aldershot        | 56 | 46 | 22 | 12 | 12 | 60 | 38 | 1.579 |
|  | 5    | Newport County   | 56 | 46 | 22 | 12 | 12 | 64 | 44 | 1.455 |
|  | 6    | Mansfield Town   | 54 | 46 | 20 | 14 | 12 | 78 | 51 | 1.529 |
|  | 7    | Reading          | 52 | 46 | 17 | 18 | 11 | 51 | 38 | 1.342 |
|  | 8    | Exeter City      | 50 | 46 | 18 | 14 | 14 | 57 | 51 | 1.118 |
|  | 9    | Gillingham       | 49 | 46 | 19 | 11 | 16 | 63 | 58 | 1.086 |
|  | 10   | Lincoln City     | 48 | 46 | 16 | 16 | 14 | 64 | 57 | 1.123 |
|  | 11   | Stockport County | 48 | 46 | 18 | 12 | 16 | 53 | 53 | 1.000 |
|  | 12   | Bury             | 46 | 46 | 14 | 18 | 14 | 58 | 51 | 1.137 |
|  | 13   | Workington       | 46 | 46 | 17 | 12 | 17 | 59 | 61 | 0.967 |
|  | 14   | Barnsley         | 44 | 46 | 14 | 16 | 16 | 58 | 60 | 0.967 |
|  | 15   | Chester          | 43 | 46 | 14 | 15 | 17 | 61 | 52 | 1.173 |
|  | 16   | Bradford City    | 43 | 46 | 16 | 11 | 19 | 61 | 65 | 0.938 |
|  | 17   | Doncaster        | 42 | 46 | 15 | 12 | 19 | 49 | 58 | 0.845 |
|  | 18   | Torquay Utd      | 41 | 46 | 12 | 17 | 17 | 44 | 47 | 0.936 |
|  | 19   | Peterborough Utd | 41 | 46 | 14 | 13 | 19 | 71 | 76 | 0.934 |
|  | 20   | Hartlepool Utd   | 41 | 46 | 12 | 17 | 17 | 34 | 49 | 0.694 |
|  | 21   | Crewe Alexandra  | 36 | 46 | 9  | 18 | 19 | 38 | 61 | 0.623 |
|  | 22   | Colchester Utd   | 31 | 46 | 10 | 11 | 25 | 48 | 76 | 0.632 |
|  | 23   | Northampton Town | 31 | 46 | 10 | 11 | 25 | 40 | 73 | 0.548 |
|  | 24   | Darlington       | 29 | 46 | 7  | 15 | 24 | 42 | 85 | 0.494 |

Legenda:
      Promosso in Third Division 1973-1974.
      Rieletto nella Football League.
Regolamento:
Due punti a vittoria, uno a pareggio, zero a sconfitta.
A parità di punti le squadre venivano classificate secondo il quoziente reti.
Note:

Aldershot promosso in Third Division per miglior quoziente reti rispetto all'ex aequo Newport County.